# Caffè turco

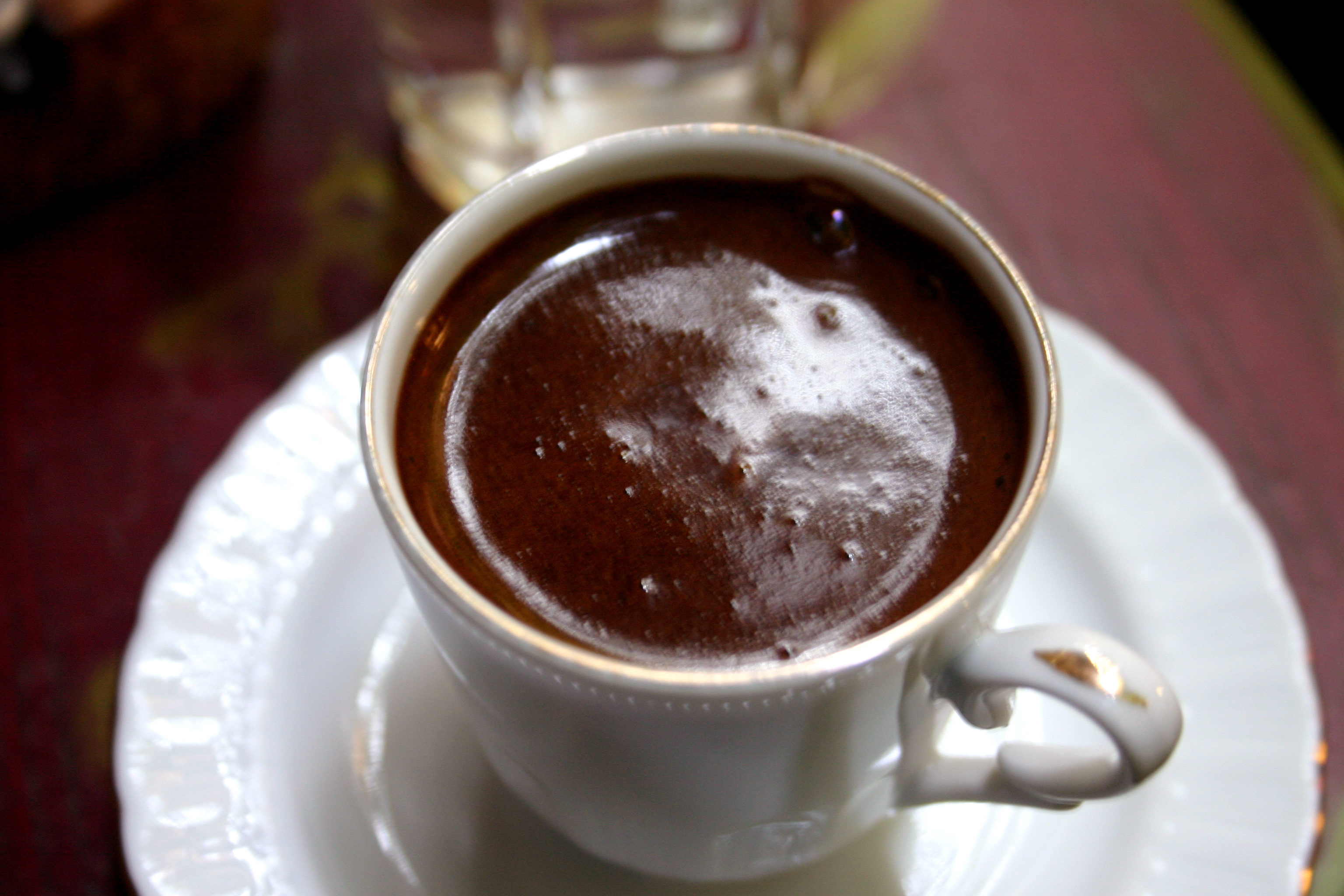
Una tazzina di caffè turco.

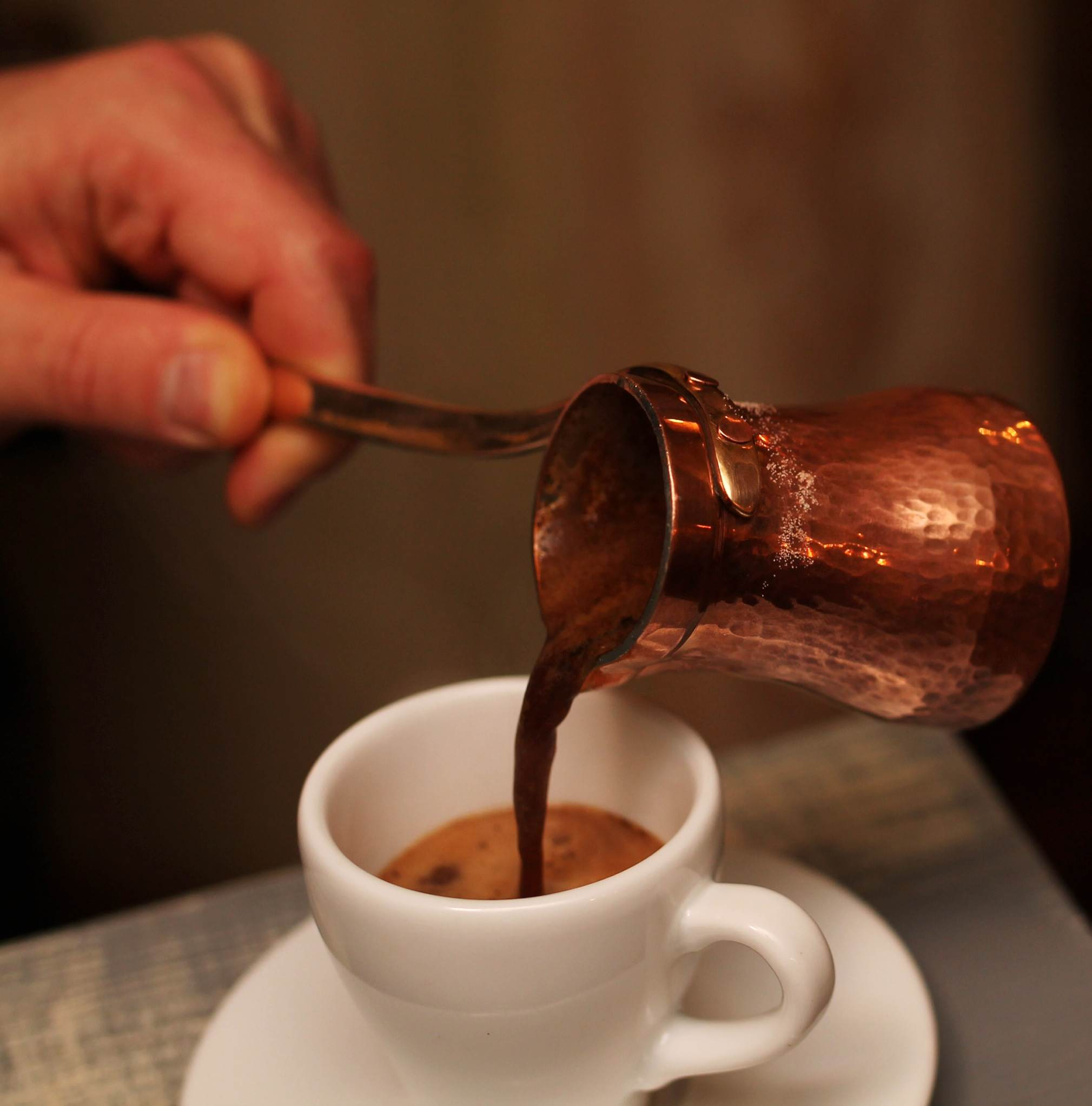
Caffè turco servito in tazzina.

Prende il nome di caffè turco un tipo di preparazione del caffè diffusa in Turchia, nella penisola balcanica e nel Caucaso.

## Preparazione
Il caffè turco si prepara facendo bollire dell'acqua a cui è stato aggiunto il caffè macinato ed eventualmente dello zucchero in un particolare bricco dalla forma allungata (in turco cezve – in Turchia e area balcanica, solitamente almeno rivestito in ottone; in greco μπρίκι?, mpríki – in Grecia). Quando l'acqua bolle, si toglie dal fuoco e si versa nella tazzina. A seconda delle varie tradizioni e località, possono essere aggiunte alcune spezie (opzionali) come il cardamomo.
Il caffè così preparato assume una consistenza densa e necessita di qualche minuto di decantazione per far depositare il sedimento sul fondo delle tazzine. Questo stesso sedimento assume forme particolari; queste vengono interpretate nella pratica mantica tipicamente turca (o delle zone influenzate dai turchi, come i Balcani) della lettura dei fondi di caffè, la caffeomanzia.

## Tradizione
In occasione dei matrimoni tradizionali, la sposa è tenuta a preparare alla madre dello sposo la sua migliore tazza di caffè, in presenza del futuro sposo. A quest'ultimo viene servita una tazzina che contiene anche del sale, che egli deve assaporare senza mostrare esitazione.
Ora questa bevanda ha anche il suo primo museo, dove i visitatori possono apprendere come prepararla nella maniera più corretta possibile ottenendo anche un attestato. L'istituzione è stata creata presso il Museo delle arti turche e islamiche di Istanbul.

## Paesi di maggior diffusione
Il caffè turco è diffuso in buona parte dei paesi del medio oriente, della penisola balcanica e del mondo arabo.
In alcuni di questi paesi è noto proprio come caffè turco, mentre in altri viene chiamato semplicemente caffè o viene associato alla nazione in questione (caffè greco, armeno, caffè bosniaco).
- Albania
- Armenia
- Azerbaigian
- Bosnia ed Erzegovina
- Bulgaria
- Cipro del Nord
- Cipro
- Croazia
- Grecia
- Iran

- Palestina
- Kosovo
- Mondo arabo
- Macedonia del Nord
- Montenegro
- Romania
- Russia
- Serbia
- Slovenia
- Ucraina